# 霧島號戰艦
霧島（日语：／ kirishima ?）是大日本帝國海軍（以下為日本海軍）的軍艦。建造時原為巡洋戰艦（即西方的戰鬥巡洋艦），後來改裝成戰艦。金剛型戰艦的4號艦。

## 艦名
艦名是以宮崎縣與鹿兒島縣縣境內的霧島山來命名。艦内神社是從霧島神宮分祀出來。日本海軍的命名慣例為參考日本艦船命名慣例。另外，該艦名現由海上自衛隊的金剛型護衛艦2號艦「霧島」（きりしま）所繼承。
與川崎造船所所建造的金剛型3號艦「榛名」同樣，為初次由民間造船廠所建造的日本國產戰艦。1號艦「金剛」為英國維克斯船廠建造，而2號艦「比叡」則為橫須賀海軍工廠。

## 艦歷
於1912年（明治45年）3月17日，作為巡洋戰艦在三菱合資會社三菱造船所（現在的三菱重工業長崎造船所））動工，較「榛名」遲了一日。於1913年（大正2年）12月1日下水（榛名為12月17日），並在1915年（大正4年）4月19日服役，艦籍為隸屬佐世保鎮守府。金剛型3號艦「榛名」的下水日雖然在12月14日較「霧島」遲，但竣工日卻與「霧島」同為日4月19日，在戰艦史中算是異例的姊妹艦。
於1930年（昭和5年）進行第一次近代化改裝。同年10月26日，在神戶近海實施的特別大演習観艦式中，昭和天皇乘坐被指定為御召艦的「霧島」，與先導艦「足柄」、供奉艦「妙高」、「那智」及「羽黑」同為觀艦式的主角。1月19日，因陸軍特別大演習御統裁的關係，天皇在岡山縣宇野港登上「霧島」乘艦，21日到達橫須賀軍港。
其後於1936年接受第二次近代化改裝。在第一次改裝期間，進行了擴闊艦身、加設增強水平及水中防禦的裝甲、以及裝備應對魚雷攻擊的船腹等工程。雖然亦強化了引擎的馬力，但由於排水量增加，所以極速仍然下降。而在第二次近改裝期間，不但加強裝甲防御，亦同時更換了引擎。而對比改裝之前，其馬力增強近倍達136,000匹，一躍成為擁有近30節高速的高速戰艦。
1937年8月21日、「霧島」與伊1、伊2、伊3、伊4、伊5、伊6、戰艦「長門」、「陸奥」、「榛名」、輕巡洋艦「五十鈴」同共在多度津港出港，在長江河口沿岸執行作戰行動到23日為止。

### 太平洋戰爭
於1941年（昭和16年）太平洋戰爭開戰時，與「比叡」共同組成第3戰隊第2小隊，由於擁有高速，因此作為南雲機動部隊（後來的第三艦隊）的随伴護衛艦，並參與了珍珠灣攻擊、斯里蘭卡近海海戰及中途島海戰、第二次所羅門海戰及南太平洋海戰等各場海戰。7月14日，於艦隊再編期間，「比叡」、「霧島」一同從第3戰隊轉動到第11戰隊。

#### 第三次所羅門海戰
1942年11月上旬，山本五十六聯合艦隊司令長官計劃對瓜達康納爾島（以下為瓜島）的亨德森飛行場進行艦砲射撃及對瓜島進行登陸作戰。以第11戰隊（比叡、霧島）作為核心編成挺身艦隊（司令官阿部弘毅中将）並前往瓜島方面，「霧島」等各艦並與迎撃的美國艦隊交戰。

##### 第一夜戰
11月12至13日，挺身艦隊與丹尼爾‧J‧卡拉漢少將及諾曼·史考特少將所指揮的美國艦隊之間發生夜間戰鬥。戰鬥前、挺身艦隊的「長良」、「比叡」（旗艦）及「霧島」以縱陣作為中心，旗艦右舷側則有第6驅逐隊（曉、雷、電），而旗艦左舷側為第16驅逐隊（天津風、雪風）及第61驅逐隊（照月）作團子狀航行，旗艦右前方有第2驅逐隊第2小隊（夕立、春雨）作先鋒，旗艦右後方也有第4水雷戰隊「朝雲」、第2驅逐隊第1小隊（村雨、五月雨）同行。在「夕立」報告發現美國艦隊後戰鬥立即開始，「比叡」、「曉」隨即使用探照燈進行照射。混戰中，「比叡」、「霧島」及各艦共同擊破了重巡洋艦「三藩市」號 (USS San Francisco, CA-38)及輕巡洋艦「亞特蘭大」號(USS Atlanta, CL-51)。不過，「比叡」因受到集中攻擊而在薩沃島附近陷入不能操舵的狀態。
在混亂的夜戰下「霧島」回避了數枚魚雷，也對美艦進行砲擊，期間與「比叡」分離向北方退避。其後，為了替陷入危機的「比叡」進行曳航，「霧島」開始南下。起初「朝雲」與「霧島」同行，其後與「霧島」匯合的「天津風」因損傷而與「長良」同時分離並北上。同時，「霧島」也受美軍潛艇的攻擊，當中1枚魚雷命中（未引爆）。前進部隊的命令停止救援並北上。15時25分，與「春雨」匯合。由於失去了曳航的機會，而應急修理亦失敗，更受到美軍軍機的空損傷不斷擴大，「比叡」不得不放棄，後於13日傍晚沈没。為金剛型戰艦最初的喪失艦，也是太平洋戰爭中日本軍最初喪失的戰艦。

##### 艦隊再編
由第11戰隊執行的亨德森飛行場砲擊失敗後，山本五十六聯合艦隊司令長官向外南洋部隊下達對瓜島飛行場進行壓制射擊的命令，同部隊與以第7戰隊（司令官西村祥治少將：鈴谷、摩耶）作為核心的支援部隊（第7戰隊、天龍、夕張、巻雲、風雲）奉命進行飛行場砲擊任務。支援隊及主隊（第8艦隊：鳥海、衣笠、五十鈴、朝潮）於13日上午從肖特蘭泊地出撃並航向瓜達爾卡納爾島，於13日深夜，「鈴谷」與「摩耶」成功對飛行場進行砲擊。不過對飛行場的損害十分有限，14日上午6時後從該飛行場起飛的美軍軍機對日本艦隊進行空襲，「衣笠」沈没、「鳥海」、「摩耶」及「五十鈴」受損。另外，於14日夜收到登陸命令的增援部隊（司令官田中賴三少將、第2水雷戰隊／田中少將兼任：早霜、親潮、陽炎、海風、涼風、高波、巻波、天霧、望月、及11艘運輸船）也受到美軍軍機的波狀攻擊，有6艘運輸船沈没、1艘中彈後撤退。低速的運輸船如前往瓜達爾卡納爾島及卸載物資，必先要破壞美軍飛行場的機能，以下是聯合艦隊在14日8時30分為止所發佈的兵力部署。
○射撃隊（前進部隊指揮官直率）司令官：近藤信竹中将（第二艦隊司令長官）　旗艦愛宕
- 第4戰隊（重巡洋艦：愛宕、高雄）
- 第11戰隊（戰艦：霧島）
- 第10戰隊（輕巡洋艦：長良／第4戰隊直衛）
  - 驅逐艦：（電、五月雨）[23]

○直衛（第4水雷戰隊司令官）
- 第4水雷戰隊（旗艦／驅逐艦：朝雲（日语：朝雲 (駆逐艦)））[24]
- 第11驅逐隊（白雲（日语：白雲 (吹雪型駆逐艦)）、初雪）
- 第61驅逐隊（驅逐艦：照月／霧島後方警戒）

○掃討隊（第3水雷戰隊司令官）
- 第3水雷戰隊（輕巡洋艦：川内／前路掃蕩）
  - 第19驅逐隊（驅逐艦：浦波（日语：浦波 (吹雪型駆逐艦)）、敷波、綾波）

另一方面，美軍的南太平洋部隊指揮官小威廉·海爾賽中將，及其轄下的第16特遣艦隊／司令官托馬斯·金凱德少將所指揮的航空母艦「企業」號、戰艦「華盛頓」號 (USS Washington, BB-56)及「南達科他」號(USS South Dakota, BB-57) 投入戰場。面對沒有放棄增援瓜達爾卡納爾島的日本軍，海爾賽中將把艦隊分開，命令威利斯·李少將率領第64特遣艦隊以水上戰鬥以擊退日本艦隊並防衛飛行場。第64特遣艦隊的主要戰鬥力為與大和型戰艦同期建造的新鋭北卡羅來納級戰艦「華盛頓」號、南達科他級戰艦「南達科他」號2艘，皆搭載了威力較金剛級之14英吋艦炮強大的16英吋艦炮。對於進行艦隊決戰，美國艦隊兵將的士氣非常高。另外，日本軍也察覺到美軍投入2艘戰艦到瓜島，宇垣纏聯合艦隊參謀長的手記戰藻錄中，有「收到敵方在薩沃島以西15浬有驅逐艦4艘、大巡或戰艦2艘在羅盤方位70度的電報。敵方也判斷我方攻擊隊南下亦派戰艦進入吧，戰艦對戰艦的夜戰大既在今夜發生」。不過近藤前進部隊指揮官於14日15時35分下令「（一）.今夜敵方的數隻巡洋艦及驅逐艦，很可能在薩沃島附近出現　（二）.如出現右方（原文）的情況就暫停陸上砲擊，在消滅敵方後將再進行」，但來自索敵機的報告卻有另一個說法，認為敵方主力艦隊不會在瓜達爾卡納爾島海域出現。

##### 第二夜戰

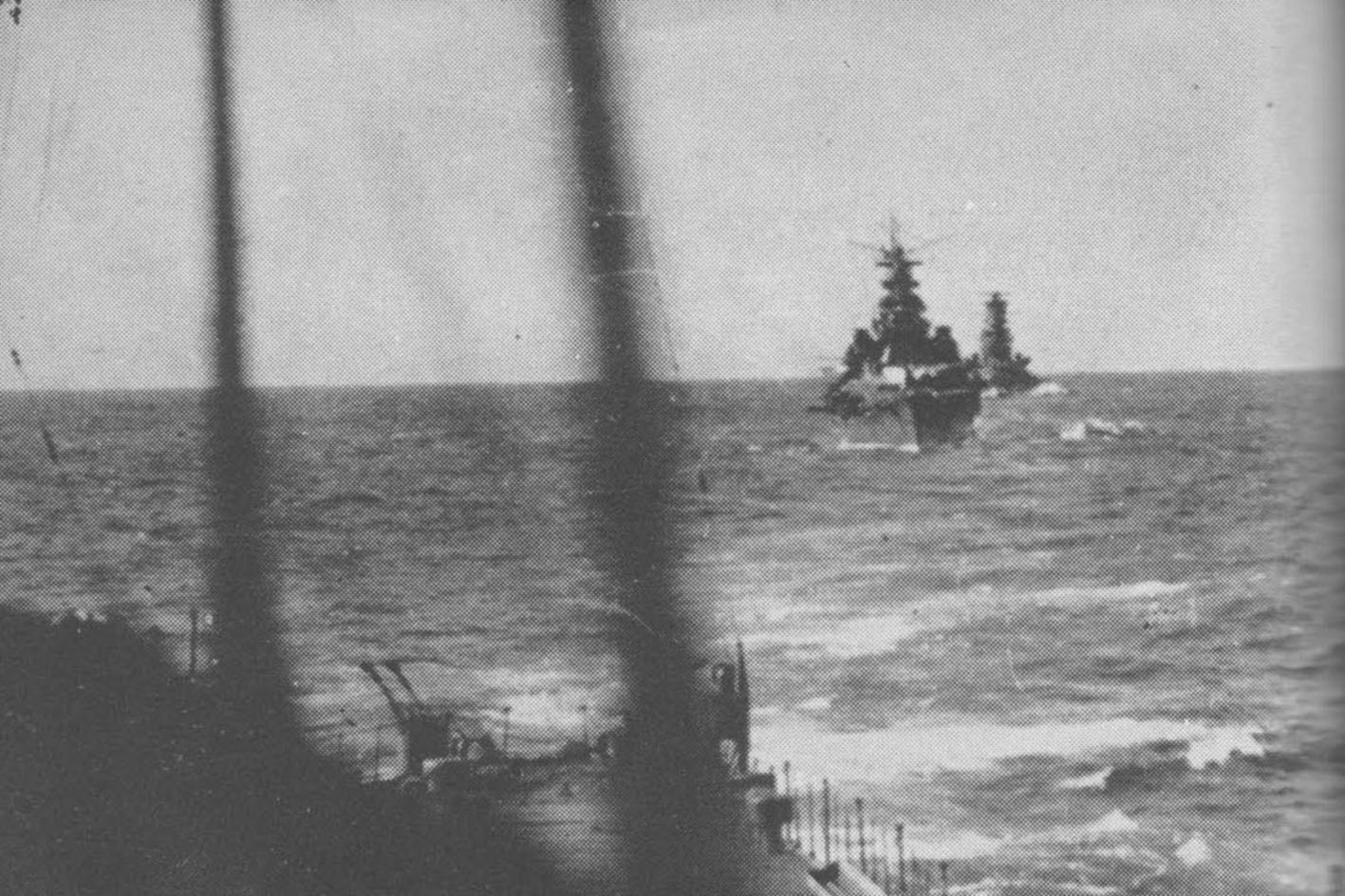
1942年11月14日，與近藤部隊合流並再度航向瓜達爾卡納爾島的「霧島」（最後），前方是「高雄」，而該照片是從「愛宕」甲板上拍攝

11月14日深夜，在瓜達爾卡納爾島至薩沃島海域（通稱鐵底海峽），旗艦「愛宕」及下轄的日本海軍前進部隊與美軍第64特遣艦隊交戰。海戰從魚雷戰開始，並由前進部隊的驅逐艦「綾波」沉沒、第64特遣艦隊全部4艘驅逐艦喪失戰鬥能力作為序幕。此時，「南達科他」號因引擎出現漏電而發生大規模停電，但在3分鐘成功修復。同時間，旗艦「華盛頓」號為了回避美軍驅逐艦的殘骸而向左轉舵，而「南達科他」號向右轉舵，但重新往西航行時，已落在「華盛頓」號的右後方1.7公里。面對2艘各自失散的美國戰艦，首先第3水雷戰隊的「川内」、「浦波」及「敷波」再向「南達科他」號進行砲擊，使其再次發生停電。不過還未曾以魚雷攻擊給予致命性打擊前，近藤中将命令除了救援「綾波」的「浦波」外，其餘的3水戰則航向薩沃島東南偏東方面進行海域掃蕩。
後續為「愛宕」、「高雄」、「霧島」與「南達科他」號及「華盛頓」號交戦。起初「照月」和「朝雲」在「霧島」後方航行中，但因調頭關係日本艦隊射撃部隊以「朝雲」、「照月」、「愛宕」（旗艦）、「高雄」、「霧島」的次序變成單縱陣。近藤中將亦因錯誤分析美國艦隊已經敗退，所以這時「霧島」主砲塔只準備了用以攻擊亨德森飛行場的三式彈。就此「霧島」在沒有替換對艦戰鬥用的穿甲彈，直接使用三式彈進行砲擊。10時01分，「愛宕」、「霧島」使用探照燈照射並發現6000米外的新型戰艦（南達科他號）。「南達科他」號因早前與前進部隊水雷戦隊交戰而受損，在雷達發現4.8公里外的近藤艦隊時剛好受到日本艦隊的照射攻擊。威利斯·李少将立刻詢問「南達科他」號的格茨艦長「不要緊嗎？」，而格茨艦長則回覆「一切漸入佳境」，不過被大量砲彈命中的「南達科他」號因雷達失靈及第三砲塔無法使用而被迫撤離戰場。而發射了大量氧氣魚雷（例如「愛宕」就射了19枚、「朝雲」4枚、水雷戰隊各艦亦大量發射）的日本艦隊，誤將擊中美國驅逐艦殘骸及因波浪而自爆的當作命中，而實際上1枚也沒有命中。
「愛宕」及轄下的日本艦隊由於集中攻擊被探照燈照射到的「南達科他」號，所以遠離「南達科他」號並在接近瓜島航行中的「華盛頓」號沒有受到日本艦隊的攻擊。雖然「華盛頓」號上的雷達不能分辨捕捉到的大型目標究竟是「南達科他」號還是日本戰艦（霧島），但在使用探照燈後成功將目標識別。9門16吋砲立刻展開了砲擊。更甚的是美國戰艦所發射的照明彈將日本艦隊的輪廓完全展示出來。「霧島」僅在7分鐘間就被9枚16吋的砲彈擊中。霧島戰鬥詳報中，記錄著前部電信室被6枚以上擊中全毀，三號四號砲塔無法動彈，加並上舵機故障損傷不斷加重。22時08分，「霧島」因跟不上追擊美國戰艦的「愛宕」、「高雄」的艦隊運動而落伍掉隊。後來雖然成功控制火勢，機械室及鍋爐室也沒受損，但是因舵取機室已完全浸沒所以方向舵固定在面舵（向右）10度，右舷亦因傾斜而不能直行。「愛宕」、「高雄」也因在戰場失去方向而留下「霧島」獨力繼續與「華盛頓」號戰鬥，其後日美雙方也從戰場撒離。「朝雲」及「照月」因替「霧島」進行護衛而留下來。
而「霧島」因不能操舵，在只能向左迴旋的情況下從戰列中掉隊。雖然「霧島」以人力操舵及全力滅火力求復歸戰列﹐但是由於蒸汽導管破裂，噴出的高壓蒸汽導致大部份機關科員（輪機科）戰死等嚴重損害，雖然後來成功滅火，但「霧島」卻停止前行。艦長隨後下令進行自沈處理及全員退艦。於0130（15日上午1時30分），「霧島」在薩沃島以西11哩的地點，從左舷後部開始沈入海中。退艦後的乘員由驅逐艦「照月」所接收。
留在戰場上的「霧島」因蒸汽導管破裂，噴出的高壓蒸汽導致大部份機關科員（輪機科）戰死及重傷，另因火災而陷入彈藥庫隨時發生誘爆的危機之中，所以進行注水作業。由於向右舷傾斜，為求恢復平衡而向左舷注水，不過有證供指反而一口氣變成向左傾斜。而潜水員所進行的水底作業亦都失敗。也判斷使用輕巡洋艦「長良」作曳航為不可能。23時50分，不斷向右傾斜的「霧島」請求「朝雲」救援。亦傳達了『艦內嚴重損毀無法操舵』『預計稍後可微速航行』。收到該情報的「朝雲」報告「霧島」的狀況為艦尾被魚雷命中而入水（應該是華盛頓號的40厘米砲彈）。由於「霧島」的狀況只是不斷惡化，於00時42分艦長決定全員退艦。在軍艦旗降下後，霧島乘組員開始移乘到接舷的驅逐艦「朝雲」。早上1時，「五月雨」到達。由於發出了處分命令，「五月雨」開始進行砲擊，「霧島」隨刻大幅向左傾斜。11月15日午前1時20至25分左右，「霧島」在薩沃島西方（265度）11浬地點從左舷後部開始覆轉沈没。「朝雲」、「照月」、「五月雨」這時仍留在沈没海域進行救助。2時30分，在完成救助後向北方開始撤離。被救起的生存者為準軍官以上69人、士官士兵1031人。
因為這場海戰，田中増援部隊指揮官在美國艦隊撤退的空隙將4艘運輸船送到達瓜達爾卡納爾島塔沙法朗加的沙灘上擱淺，兵員幾經辛苦成功登陸。但是軍需物資在搬上陸地前受到美軍軍機的空襲，在轟炸後有大部分損失。宇垣聯合艦隊參謀長在著作中記有「夜来暴风黄菊折六枝（追悼損失的比叡、霧島、衣笠、夕立、曉、綾波）」「暴風過後流星光影暗淡（像失去兩艘戰艦一樣）」。在前天失去「比叡」後，再喪失「霧島」受到日本海軍產生很大衝擊﹐在以後的海戰中對投入戰艦作戰變得十分慎重﹐而在太平洋戰爭後期﹐戰艦雖為有效戰力但為此失去作戰機會。另外，在大本營發表中，1艘戰艦（沒有公開「比叡」艦名）沈没，1艘戰艦嚴重損毀，隱瞞了「霧島」的喪失。同年12月20日除籍。亦於同日從第十一戰隊中除籍。

### 戰後的海底調査
1992年（平成4年）夏天，海洋考古學家羅伯·巴拉德的調査隊在鐵底海峽發現了沈沒的「霧島」。沈没地點的水深為900米。而實際位置在當年記錄位置的西方約1.5公里，以完全覆轉的狀態沈於海底。殘骸中沒有艦首部（到前方上部構造物附近為止）及艦尾先端，右舷外側的螺旋槳則被錨纏著。調査隊推斷，「霧島」的艦橋與上部構造物因重心而覆轉沈沒，在沈沒期間彈薬庫爆炸時也沒有讓艦身回復。

## 主要目一覽
| 主要目   | 新造時計劃 （1915年）                                             | 1次改装後 （1930年）                                                 | 2次改装後 （1938年）                         |
| -------- | ----------------------------------------------------------------- | -------------------------------------------------------------------- | -------------------------------------------- |
| 排水量   | 常備：27,500噸                                                    | 基準：29,320噸 常備：30,660噸                                        | 基準：31,980噸 公試：36,668噸 滿載：39,141噸 |
| 全長     | 214.6米                                                           | 214.6米                                                              | 222.65米                                     |
| 全闊     | 28.04米                                                           | 30.9米                                                               | 31.01米                                      |
| 吃水     | 8.38m (常備)                                                      | 8.41m (常備)                                                         | 9.72m (常備)                                 |
| 鍋爐     | 亞羅式混燒鍋爐36座                                                | 呂號艦本式專燒大型鍋爐6座 同小型4座                                  | 呂號艦本式鍋爐8座                            |
| 引擎     | 帕森斯式直結渦輪引擎2座4軸                                        | 帕森斯式直結渦輪引擎2座4軸                                           | 艦本式渦輪引擎4座4軸                         |
| 軸馬力   | 64,000匹                                                          | 75,600匹                                                             | 136,000匹                                    |
| 速度     | 27.5節                                                            | 25節                                                                 | 29.8節                                       |
| 續航距離 | 8,000海里／14節                                                   | 9,500海里／14節                                                      | 9,850海里／18節                              |
| 燃料     | 煤：4,000噸 重油：1,000噸                                         | 重油：5,100噸                                                        | 重油：6,403噸                                |
| 乘員     | 1,221人                                                           | 1,065人                                                              | 1,303人                                      |
| 主砲     | 四一式35.6厘米聯裝砲4座                                           | 四一式35.6厘米聯裝砲4座                                              | 四一式35.6厘米聯裝砲4座                      |
| 副砲     | 四一式15.2厘米單裝砲16門                                          | 四一式15.2厘米單裝砲16門                                             | 同14門                                       |
| 高角砲   | 沒有                                                              | 8厘米砲4門                                                           | 12.7厘米聯裝4座                              |
| 機槍     | 沒有                                                              | 7.7毫米單裝3挺                                                       | 25毫米聯裝10座                               |
| 魚雷     | 53cm水中發射管8門                                                 | 同4門                                                                | 沒有?                                        |
| 其他兵裝 | 短8厘米砲4門 朱式6.5毫米機槍3挺                                   |                                                                      |                                              |
| 裝甲     | 水線203毫米 甲板19毫米 主砲天蓋75毫米 同前盾250毫米 副砲廓152毫米 | 水線203毫米 甲板19毫米※※ 主砲天蓋152毫米 同前盾250毫米 副砲廓152毫米 |                                              |
| 航空器   | 沒有                                                              | 1架?                                                                 | 水上偵察機3架 彈射器1座                      |

※ 空白為不明。

※※ 及後增加鍋爐室的水平防禦到64毫米、機械室83-89毫米、彈藥庫102-114毫米、舵取室76毫米。

### 海上公試成績
| 時期      | 排水量   | 出力      | 速度    | 實施日                    | 實施場所   | 備註 |
| --------- | -------- | --------- | ------- | ------------------------- | ---------- | ---- |
| 竣工時    | 27,499噸 | 79,679匹  | 27.54節 | 1915年（大正4年）1月19日  | 甑島標柱間 |      |
| 2次改裝後 | 36,897噸 | 136,940匹 | 29.8節  | 1936年（昭和11年）4月27日 |            |      |

## 歷代艦長
※資料為基於16-18頁、『日本海軍史』第9巻・第10巻的「將官履歷」及『官報』。
1. 釜屋六郎 大佐：1914年12月15日 - 1915年12月13日 ＊兼海軍艦政本部艤裝員（ - 1915年4月19日[69]）
2. 志摩猛 大佐：1915年12月13日 - 1916年12月1日
3. 松村純一 大佐：1916年12月1日 - 1917年7月16日
4. 中村正奇 大佐：1917年7月16日 - 1917年12月1日
5. 三村錦三郎 大佐：1917年12月1日 - 1918年11月10日
6. 勝木源次郎 大佐：1918年11月10日 - 1919年11月20日
7. 横尾尚 大佐：1919年11月20日 - 1920年1月8日
8. 安村介一 大佐：1920年1月8日 - 1921年12月1日
9. 寺岡平吾（日语：寺岡平吾） 大佐：1921年12月1日 - 1922年12月1日
10. 安東昌喬（日语：安東昌喬） 大佐：1922年12月1日 - 1923年11月6日
11. 坂元貞二 大佐：1923年11月6日 - 1924年12月1日
12. 藤田尚德（日语：藤田尚徳） 大佐：1924年12月1日[70] - 1925年10月20日
13. 加藤隆義（日语：加藤隆義） 大佐：1925年10月20日 - 1926年12月1日
14. 本宿直次郎 大佐：1926年12月1日 - 1927年12月1日
15. 岩村兼言（日语：岩村兼言） 大佐：1927年12月1日 - 1928年3月10日
16. 古川良一 大佐：1928年3月10日 - 1928年12月10日
17. 井上肇治 大佐：1928年12月10日 - 1929年2月8日
18. 廣田穣 大佐：1929年2月8日 - 1929年11月1日
19. 藤澤宅雄 大佐：1929年11月1日 - 1930年12月1日
20. 菊野茂 大佐：1930年12月1日 - 1931年12月1日
21. 宇野積藏 大佐：1931年12月1日 - 1932年12月1日
22. 北岡春雄 大佐：1932年12月1日 - 1933年11月15日
23. 高橋伊望 大佐：1933年11月15日 - 1934年11月15日
24. 丹下薫二 大佐：1934年11月15日 - 1935年11月15日
25. 三川軍一 大佐：1935年11月15日 - 1936年12月1日
26. 牧田覺三郎（日语：牧田覚三郎） 大佐：1936年12月1日 - 1937年12月1日
27. 金澤正夫（日语：金沢正夫） 大佐：1937年12月1日 - 1938年11月15日
28. 多田武雄（日语：多田武雄） 大佐：1938年11月15日 - 1939年11月15日
29. （兼）久保九次 大佐：1939年11月15日 - 1939年12月27日
30. 友成佐市郎 大佐：1939年12月27日 - 1940年10月19日
31. 白石萬隆（日语：白石万隆） 大佐：1940年10月19日 - 1941年8月15日[注 2]
32. 山口次平 大佐：1941年8月15日 - 1942年4月20日
33. 岩淵三次 大佐：1942年4月20日 - 1942年11月22日

## 同型艦
- 金剛 - 比叡 - 榛名

## 註腳
1. 1 2  昭和17年12月20日付 内令第2338号。
2. ↑  #ポケット海軍年鑑(1937)p.16『巡洋戦艦の真の面目は、實にこの霧島、榛名、金剛、比叡の山級戦艦にあるといつてよい。』
3. ↑  #幕末以降帝国軍艦写真と史実p.109『艦名考：山名に採る。霧島山は東西二峰あり、西霧島山は別名を西嶽、又韓国嶽と云ひ日向・大隅の両国に跨る。西諸縣郡飯野村末永より3里にして其山頂に達す、標高5610尺。東霧島山は別名を東嶽、矛峰、オタケ、古名　高千穂峰ト云ふ。』
4. ↑  #霧島神宮由来の件p.1
5. ↑  #幕末以降帝国軍艦写真と史実p.109『明治45年3月17日三菱造船所(長崎)にて起工』
6. ↑  #幕末以降帝国軍艦写真と史実p.242
7. ↑  #幕末以降帝国軍艦写真と史実p.239
8. ↑  #海軍めしたき物語P131-P143
9. ↑  #戦隊行動調書p.2『7.14　3S編制　将旗：金剛、榛名(比叡、霧島、11Sへ)』
10. ↑  #図説太平洋海戦史第2巻239頁
11. ↑  #11戦隊詳報(5)p.12『霧島ハ比叡ニ続行80度ニ変針シ2352敵巡洋艦ニ対シ射撃開始間モ無ク2隻轟沈スルヲ認ム。2353右正横前ニ雷跡2ヲ認メ取舵ニ回避、次イテ右前方ニ雷跡1ヲ認メ面舵ニ回避ス。右敵駆逐艦ノ襲撃状況並ニ彼我混戦状況ニ鑑ミ一時北方ニ離隔0009味方駆逐艦ノ照射砲撃シツツアル敵巡洋艦ニ対シ射撃シツツ北上、0050再ビ南下』
12. ↑  #11戦隊詳報(5)p.25『13日0550将旗11S→霧島/比叡火災鎮火セルモ操舵不能、霧島ハ日没頃現場ニ到着スル如ク行動スベシ　日没後霧島ヲ以テショートランドニ向ケ曳航ノ予定(略)』
13. ↑  #戦藻録(九版)232頁
14. ↑  #4水雷詳報(2)S1710p.17『13日0800霧島ト合同セル朝雲ハ之ヲ護衛シテ北上中ナリシモ比叡ヲ日没後曳航スル為霧島ハ反転之ニ向フニ伴ヒ0935朝雲モ亦反転之ガ護衛ヲ続行シツツ南下…』
15. ↑  #4水雷詳報(2)S1710p.17『1015ヨリ1140迄長良、天津風モ合同南下シツツアリシモ天津風ハ損傷大ナル為分離北上シ長良亦之ガ護衛ノ為分離ス』
16. ↑  #11戦隊詳報(5)pp.38『13日1440霧島艦長→GF長官/1320我地点ケムニ26ニ於テ敵潜水艦ノ雷撃3本ヲ受ケ1本命中セルモ不発、被害ナシ。朝雲攻撃ヲ行フ効果不明』
17. ↑  #11戦隊詳報(5)p.38『13日1440将旗11S→霧島/霧島ハ反転北上、前進部隊ニ合同スル如ク行動セヨ』
18. ↑  #4水雷詳報(2)S1710p.17『春雨ハ1525朝雲ニ合同ス』
19. ↑  #図説太平洋海戦史第2巻242頁
20. ↑  #図説太平洋海戦史第2巻244頁
21. 1 2  #図説太平洋海戦史第2巻245頁
22. ↑  #図説太平洋海戦史第2巻248頁
23. ↑  #4水雷詳報(2)S1710p.19『五月雨ハ10s司令官ノ指揮下ニ入リ4Sノ直衛トナル』
24. ↑  #4水雷詳報(2)S1710p.19『AdB信令第353号ニ依リ「ガ」島攻撃隊ヲ編成セラレ朝雲11dgハ司令官之ヲ指揮シ射撃隊霧島ノ直衛』
25. ↑  #図説太平洋海戦史第2巻247頁
26. ↑  #悲劇の海に眠る艦船164頁
27. ↑  #悲劇の海に眠る艦船165頁
28. ↑  #悲劇の海に眠る艦船168頁
29. ↑  #戦藻録(九版)236頁
30. ↑  #図説太平洋海戦史第2巻250頁、#愛宕戦闘詳報p.7『1930山陽丸飛行機ヨリ「サボ」島附近ニ於テ本艦ヨリノ方位270度45浬ニ敵巡洋艦2隻駆逐艦4隻我ニ向ヒツツアルヲ知レリ(略)』
31. ↑  #悲劇の海に眠る艦船171頁
32. ↑  #悲劇の海に眠る艦船172頁
33. 1 2 3  #悲劇の海に眠る艦船173頁
34. ↑  #愛宕戦闘詳報p.19『2001愛宕→艦隊/朝雲照月ハ霧島ノ後尾ニツキ霧島ノ後方ヲ警戒セヨ』
35. ↑  #図説太平洋海戦史第2巻251頁、#4水雷詳報(2)S1710p.21『(朝雲)射撃隊ノ後尾ヲ警戒続行中2151射撃隊反転シテ「ルンガ」ニ向フト共ニ令ニ依リ後衛ノ一ヨリ反転シテ4Sノ前方ニ占位、前衛トシテ敵方ニ進撃ス』
36. ↑  #愛宕戦闘詳報p.8『2000反航ノ侭右砲戦、魚雷戦下令2201目測6粁附近ニテ戦闘ヲ開始ス。照射ニヨリ確認セル所、敵ハ高キ前檣楼ヲ有シ上甲板高ク偉大ナル新式戦艦ナリ』
37. 1 2 3  #悲劇の海に眠る艦船176頁
38. ↑  #愛宕戦闘詳報p.33『消費弾薬　20糎砲/徹甲弾55・通常弾6、12.7糎高角砲49、25粍機銃弾薬包15、九三式魚雷19』
39. ↑  #4水雷詳報(2)S1710p.21『愛宕ノ照射ニ依リ戦艦2隻ナルヲ確メ2202朝雲照月ニ対シ右魚雷戦ヲ令シ朝雲ハ同時刻砲撃開始2203発射(右魚雷戦反航発射雷数4)約3分後命中魚雷2本ヲ認メ4S及霧島ノ砲雷撃トニ依リ之ヲ撃沈ス(照月ハ発射セズ)』
40. ↑  #愛宕戦闘詳報pp.9-10『2005照射砲撃ヲ止メ反転同航トナリ新ナル敵大戦艦ニ対シ2214左魚雷発射、其ノ頃敵戦艦ハ2隻見エタルガ2217後方ノ戦艦ニ魚雷2本命中シ…』
41. ↑  #悲劇の海に眠る艦船177頁
42. ↑  #愛宕戦闘詳報p.9『本戦闘中敵ハ殆ンド探照灯ヲ使用スルコトナカリシモ我ガ非敵側ニハ敵ノ極メテ有力ナル照明弾見事ニ上空ニ懸吊セラレ、我ハ完全ニ照明サレアリタリ』
43. ↑  #愛宕戦闘詳報p.27『此ノ間敵吊光弾我ガ非戦側上空ヲ見事照明シ光力甚大』
44. 1 2 3 4 5 6  #戦藻録(九版)240-241頁
45. ↑  #愛宕戦闘詳報p.28『2208/霧島火災続行シ来ラズ』
46. ↑  #図説太平洋海戦史第2巻254頁
47. ↑  #愛宕戦闘詳報p.10『2222更ニ左魚雷3ヲ発射、尓後15内外ニ於テ敵ト同航セシガ敵ハ2229頃一時近接ノ態勢トナリ次イテ漸次離距2238之ヲ見失ヘリ。2245一二五度方向ニ霧島ラシキ艦影ヲ認メシモ確カナラズ、其ノ後我ハ漸次北方ニ離脱セリ』
48. ↑  #4水雷詳報(2)S1710p.22『(朝雲)霧島ノ警戒ニ任ズル為霧島ノ位置ニ引返シ2343現場着之ガ警戒ニ任ズ』
49. ↑  #4水雷詳報(4)S1710p.18『14日2315愛宕→朝雲・照月/霧島ノ警戒艦トナレ状況知ラセ』
50. ↑  #須藤,五月雨156頁
51. ↑  #4水雷詳報(4)S1710p.17『14日2350霧島→4sd司令官/航行不能逐次右ニ傾キツツアリ。長官ヘ何分指示ヲ乞ハレ度』-『14日2359　4sd司令官→Adb指揮官/霧島「サボ」島280度5浬航行不能　右ニ傾キツツアリ』
52. ↑  #4水雷詳報(4)S1710p.19『15日0005霧島→4sd司令官/艦内大破操舵不能』-『15日0026霧島→4sd司令官/微速位出ル見込』
53. ↑  #4水雷詳報(4)S1710p.20『15日0030　4sd司令官→AdB指揮官/霧島艦内大破微速力位出ル見込操舵不能』-『霧島ノ後部ニ魚雷命中浸水増加シツツアリ』
54. ↑  #4水雷詳報(4)S1710p.21『15日0034霧島→4sd/傾斜角度右2度→0400/後部魚雷貫通ダンダン浸水シツツアリ→0042/機械若干使用見込アルモ機関兵九割戦死機械使用ノ見込立タズ→0042/総員退去ニ決ス』
55. ↑  #4水雷詳報(2)S1710p.22『同艦ハ0042総員退去ニ決セルヲ以テ朝雲、照月ヲ之ニ横付令ニ依リ…』、#4水雷詳報(3)S1710p.39『0042/霧島ハ総員退去ニ決セル旨通達アリ』
56. ↑  #須藤,五月雨152頁、#4水雷詳報(3)S1710p.39『0100朝雲(右舷)照月(左舷)ハ霧島ニ横付人員ノ収容開始』
57. ↑  #4水雷詳報(3)S1710p.39『0103五月雨現場着附近ノ警戒ニ当ラシム』
58. ↑  #須藤,五月雨153頁
59. ↑  #4水雷詳報(2)S1710p.22『0120ニ至リ霧島ハ左舷ニ急速ニ傾斜ヲ始メ間モナク転覆沈没セルヲ以テ…』
60. ↑  #4水雷詳報(3)S1710p.39『0120/霧島転覆沈没セルヲ以テ敵ニ対シ警戒ヲ厳ニシツツ短艇ヲ以テ人員救助ニ當ル』
61. ↑  #4水雷詳報(2)S1710p.23『引続キ3艦ヲ以テ0230迄ニ人員救助ヲ終リ0235現場発北方ニ避退ス』
62. ↑  #悲劇の海に眠る艦船178頁
63. ↑  #戦藻録(九版)242頁「夜嵐に黄菊の折れや枝六つ」、「嵐あと流るゝ星の影淡し」
64. ↑  光榮　《戰艦名鑑》
65. ↑  #ソロモン海上決戦(1943)p.35『この海戦において我方もまた戦艦1隻を失ひ1隻を大破した、この海戦が如何に激烈なる死闘血戦であつたかが、窺はれるのである。』
66. ↑  #内令昭和17年12月(4)pp.8-9『内令第2348号　昭和16年内令第1226号中左ノ通改正ス　昭和17年12月20日　海軍大臣嶋田繁太郎　横須賀鎮守府ノ項中「第十一戦隊」ヲ削リ第四根拠地隊ノ次ニ「第八連合特別陸戦隊」ヲ加フ。呉鎮守府ノ項中「第六戦隊」ヲ削ル』
67. 1 2 3  #悲劇の海に眠る艦船188-189頁
68. ↑  . 亞洲歷史資料中心 （日语）.
69. ↑  『官報』第3684号、大正13年12月2日。

## 關聯項目
- 金剛型戰艦
- 大日本帝國海軍艦艇一覽
- 霧島 (護衛艦)

## 外部連結
- （日語）建造中的戰艦霧島